# 17693 Wangdaheng
17693 Wangdaheng (1997 CP28) là một tiểu hành tinh vành đai chính được phát hiện ngày 15 tháng 2 năm 1997 bởi Chương trình tiểu hành tinh Bắc Kinh Schmidt CCD ở Xinglong.